# Porojärvi (sjö i Enontekis, Lappland, Finland)
Porojärvi eller Porojavri är en sjö i Finland. Den ligger i kommunen Enontekis i landskapet Lappland, i den norra delen av landet, 1 000 km norr om huvudstaden Helsingfors. Porojärvi ligger 583,7 meter över havet. Arean är 2,91 kvadratkilometer och strandlinjen är 17,1 kilometer lång. Sjön  ingår i Torne älvs huvudavrinningsområde.   Omgivningarna runt Porojärvi är i huvudsak ett öppet busklandskap.
I övrigt finns följande i Porojärvi:
- Boazosuolu (en ö)

I övrigt finns följande vid Porojärvi:
- Jogašjávri (en sjö)
- Poatsuoaivi (en kulle)